# Pytel Blech
Pytel Blech (Estados Unidos: A Bagful of Fleas ou The Sack of Flies) é um filme de média metragem dirigido por Věra Chytilová. A produção foi lançada nos cinemas juntamente ao filme Teto, da mesma diretora, e acompanha o cotidiano de um grupo de garotas que vivem em um internato e que são aprendizes em uma fábrica de tecidos em Náchod, uma típica cidade da Checoslováquia comunista.

## Sinopse
Eva é uma novata no internato de garotas. Inicialmente suas colegas a rejeitam, mas à medida que Eva acompanha o dia a dia das outras meninas - refeições, banho, trabalho na fábrica e as "atividades voluntárias de presença obrigatória" - ela se torna mais íntima delas, principalmente de Jana, a mais rebelde entre todas. Jana constantemente quebra as regras e questiona as imposições dos "camaradas" (adultos que organizam o trabalho e a vida no internato).

## Métodos e estilo
Chytilová continua e amplifica as técnicas de cinéma vérité encontradas em Teto, com o uso de atores não profissionais, locações reais, câmera na mão e uma mistura de cenas improvisadas e roteirizadas.
A câmera funciona como olhar subjetivo de Eva durante todo o filme; desse modo, as personagens olham diretamente para a câmera quando se dirigem à Eva. O procedimento de quebra da quarta parede é recorrente nos filmes do chamado "cinema moderno europeu" e é resgatado pelos movimentos de cinemas novos, assim como a montagem descontínua.
A trilha sonora é, na maior parte, assíncrona. As discussões das garotas sobre os temas de garotos, amor, cinema, roupas, Velho Oeste, costura, fumar e religião, muitas vezes acontecem enquanto a câmera está olhando para outro lugar.

## Prêmios
- Medalha de bronze no Festival de Veneza de 1963[9]
- Prêmio principal no Festival de Karlovy Vary de 1963[9]

## Restauração
O filme foi restaurado digitalmente em 2012, em colaboração com o laboratório italiano L'Immagine Ritrovata em Bolonha e a empresa de Praga Universal Production Partners.